# Episodi di Pretty Little Liars: Original Sin (prima stagione)
La prima stagione della serie televisiva Pretty Little Liars: Original Sin, composta da 10 episodi, è stata trasmessa a partire dal 28 luglio 2022 al 18 agosto 2022 sul canale statunitense HBO Max.
In Italia la stagione è stata trasmessa dal 31 ottobre 2022 su Prime Video, canale a pagamento di Amazon Prime.
| n° | Titolo originale                     | Titolo italiano              | Prima TV USA   | Prima TV Italia |
| -- | ------------------------------------ | ---------------------------- | -------------- | --------------- |
| 1  | Chapter One: Spirit Week             | Settimana dello spirito      | 28 luglio 2022 | 31 ottobre 2022 |
| 2  | Chapter Two: The Spirit Queen        | La vendetta                  | 28 luglio 2022 | 31 ottobre 2022 |
| 3  | Chapter Three: Aftermath             | Conseguenze                  | 28 luglio 2022 | 31 ottobre 2022 |
| 4  | Chapter Four: The (Fe)male Gaze      | Cambio di prospettiva        | 4 agosto 2022  | 31 ottobre 2022 |
| 5  | Chapter Five: The Night He Came Home | La notte in cui tornò a casa | 4 agosto 2022  | 31 ottobre 2022 |
| 6  | Chapter Six: Scars                   | Cicatrici                    | 11 agosto 2022 | 31 ottobre 2022 |
| 7  | Chapter Seven: Carnival of Souls     | La giostra delle anime       | 11 agosto 2022 | 31 ottobre 2022 |
| 8  | Chapter Eight: Bad Blood             | Sangue cattivo               | 18 agosto 2022 | 31 ottobre 2022 |
| 9  | Chapter Nine: Dead and Buried        | Morto e sepolto              | 18 agosto 2022 | 31 ottobre 2022 |
| 10 | Chapter Ten: Final Girls             | E' tutto finito?             | 18 agosto 2022 | 31 ottobre 2022 |

## Settimana dello spirito
- Titolo originale: Chapter One: Spirit Week
- Diretto da: Lisa Soper
- Scritto da: Roberto Aguirre-Sacasa e Lindsay Calhoon Bring

## La vendetta
- Titolo originale: Chapter Two: The Spirit Queen
- Diretto da: Lisa Soper
- Scritto da: Roberto Aguirre-Sacasa e Lindsay Calhoon Bring

## Conseguenze
- Titolo originale: Chapter Three: Aftermath
- Diretto da: Maggie Kiley
- Scritto da: Michael Grassi e Evelyn Yves

## Cambio di prospettiva
- Titolo originale: Chapter Four: The (Fe)male Gaze
- Diretto da: Lisa Soper
- Scritto da: Eleanor Jean e Jenina Kibuka

## La notte in cui tornò a casa
- Titolo originale: Chapter Five: The Night He Came Home
- Diretto da: Lisa Soper
- Scritto da: Katie Avery e Alexis Scheer

## Cicatrici
- Titolo originale: Chapter Six: Scars
- Diretto da: Cierra "Shooter" Glaudé
- Scritto da: Pamela Garcia Rooney e Danielle Iman

## La giostra delle anime
- Titolo originale: Chapter Seven: Carnival of Souls
- Diretto da: Alex Sanjiv Pillai
- Scritto da: Daniel G. King e Neil McNeil

## Sangue cattivo
- Titolo originale: Chapter Eight: Bad Blood
- Diretto da: Megab Griffiths
- Scritto da: Michael Grassi e Stasia Demick

## Morto e sepolto
- Titolo originale: Chapter Nine: Dead and Buried
- Diretto da: Roxanne Benjamin
- Scritto da: Roberto Aguirre-Sacasa e Lindsay Calhoon Bring

## E' tutto finito?
- Titolo originale: Chapter Ten: Final Girls
- Diretto da: Lisa Soper
- Scritto da: Roberto Aguirre-Sacasa, Lindsay Calhoon Bring e Michael Grassi